# Trioxys atriplecis
Trioxys atriplecis är en stekelart som beskrevs av Ivanov 1925. Trioxys atriplecis ingår i släktet Trioxys och familjen bracksteklar. Inga underarter finns listade i Catalogue of Life.